# مطار زادار
مطار زادار (بالكرواتية: Zračna luka Zadar)(إياتا: ZAD، إيكاو: LDZD) هو مطار دولي يخدم مدينة زادار، كرواتيا. يبعد المطار مسافة 8 كيلومترات (5 أميال) عن مركز مدينة زادار.

## شركات الطيران والوجهات

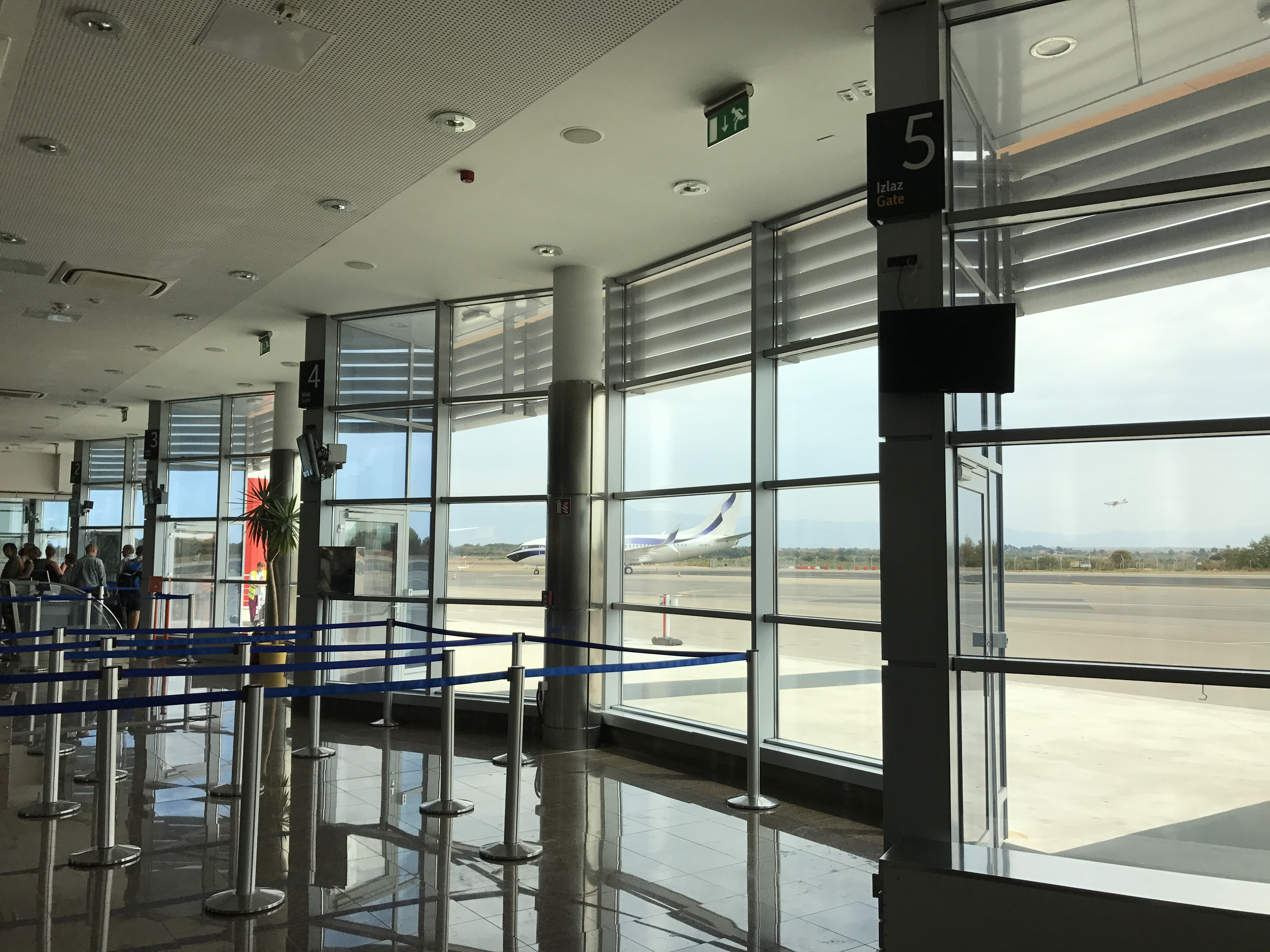
قاعة الإنتظار في مطار زادار

| شركـات طيـران              | الوجهات |
| -------------------------- | --- |
| AeroItalia                 | موسمي: Forlì (تبدأ في 24 يونيو 2023) |
| طيران صربيا                | موسمي: مطار بلغراد نيكولا تسلا |
| الخطوط الجوية النمساوية    | موسمي: مطار فيينا الدولي |
| خطوط بروكسل الجوية         | موسمي: مطار بروكسل الدولي |
| الخطوط الجوية الكرواتية    | Pula، مطار زغرب موسمي: مطار فرانكفورت |
| إيزي جيت                   | موسمي: مطار سخيبول أمستردام، مطار بازل ميلوز فريبورغ الأوروبي، مطار برلين براندنبرغ، مطار غاتويك، مطار مالبينسا |
| يورو وينجز                 | موسمي: مطار برلين براندنبرغ، مطار كولونيا بون الدولي، مطار دوسلدورف الدولي، مطار هامبورغ، مطار شتوتغارت الدولي |
| خطوط لوت الجوية البولندية  | موسمي: Zielona Góra |
| لوفتهانزا                  | موسمي: مطار فرانكفورت، مطار ميونخ الدولي |
| لوكس إير                   | موسمي: مطار لوكسمبورغ |
| People's                   | موسمي: St. Gallen/Altenrhein |
| رايان إير                  | موسمي: Aarhus، مطار بوفيه - تيه، مطار أوريو أل سيريو، مطار برلين براندنبرغ، مطار برمينغهام، مطار بولونيا، مطار بوردو ميرينياك، Bournemouth، مطار بريمن، مطار هنري كواندا الدولي، مطار بودابست فرانز ليست الدولي، مطار بروكسل شارلروا الجنوب، مطار كولونيا بون الدولي، مطار دبلن الدولي، مطار إدنبرة، مطار آيندهوفن، مطار غدانسك ليخ فاونسا، Gothenburg، مطار فرانكفورت هان، مطار هامبورغ، مطار هلسنكي فانتا، مطار كارلسروه/بادن-بادن، مطار كراكوف، Leeds/Bradford، مطار ليفربول، مطار لندن ستانستد، مطار ماستريخت آخن، مطار مانشستر، مطار مارسيليا، مطار ميمينجين، مطار مالبينسا، Münster/Osnabrück، مطار نيوكاسل، مطار نورمبرغ، مطار بيزا الدولي، Poznań، مطار فاكلاف هافيل الدولي، مطار ليوناردو دا فينشي، Rzeszów، مطار صوفيا، مطار ستوكهولم أرلاندا، مطار تورينو، Växjö، مطار فيينا الدولي، مطار وارسو مودلين، مطار ويزي، مطار فروتسواف |
| الخطوط الجوية الإسكندنافية | موسمي: مطار كوبنهاغن (تبدأ في 1 يوليو 2023) |
| Trade Air                  | Osijek، مطار رييكا، مطار زغرب |
| ترانسافيا                  | موسمي: مطار باريس أورلي، مطار روتردام لاهاي |
| توي فلاي بلجيكا            | موسمي: مطار بروكسل الدولي |